# عيد التجمع
عيد التجمع أو عيد الجمعية هو مهرجان يزيدي يُقام سنويًا من 6 أكتوبر حتى 13 أكتوبر، تكريمًا للشيخ عدي. يُعد هذا العيد وقتًا مهمًا لتعزيز الوحدة والتلاحم، ويتضمن حجًا سنويًا إلى قبر الشيخ عدي في لالش، إلى جانب العديد من الطقوس والاحتفالات المهمة خلال أيام العيد.
وإن أمكن، يسعى الإيزيديون إلى أداء حج واحد على الأقل إلى لالش خلال حياتهم، أما من يعيشون في المنطقة فيحاولون الحضور إلى هناك مرة واحدة على الأقل سنويًا خلال عيد الجمعية في فصل الخريف.

## الأصول
يتوافق هذا المهرجان مع عيد مهرجان مهرگان الإيراني القديم، والذي كان يتضمن عادةً طقوس ذبح الحيوانات. وقد أُظهرت طقوس ذبح الثور بشكل خاص على أنها مشابهة للتقليد الإيراني القديم، حيث يُذبح الثور أمام الشيخ شمس، وهو كائن شمسي يشترك في العديد من الصفات مع الإله الشمسي الإيراني القديم مثرا، الذي صُوِّر مرارًا وهو يذبح ثورًا، وكان له أيضًا مهرجان يُحتفل به في نفس الموسم تكريمًا له.
في مقال تحليلي مفصل، حاول الباحث في الدراسات الإيزيدية آرتور رودزيفيتش أن يُبيِّن أن القول بوجود صلة بين المهرجان الإيزيدي والميثرائية وهو قول تكرّر في الأدبيات الأكاديمية على مدى عقود هو تأويل مبالغ فيه لا يستند إلى أدلة كافية، كما أنه ذو دوافع سياسية.